# San Juan del Sur
San Juan del Sur là một khu tự quản thuộc tỉnh Rivas, Nicaragua. Khu tự quản San Juan del Sur có diện tích 411 ki lô mét vuông. Đến thời điểm năm 2005, huyện San Juan del Sur có dân số 14741 người.